# バージニア・スクワイアーズ
バージニア・スクワイアーズ（Virginia Squires）はアメリカ合衆国バージニア州ノーフォークにかつて存在したABAのバスケットボールチーム。
1967年のABA結成の際にカリフォルニア州オークランドにオークランド・オークスが設立された。チームの共同オーナーにはパット・ブーンも名を連ねた。NBAのサンフランシスコ・ウォリアーズに所属していたスター選手のリック・バリーを獲得、1968/1969年シーズンにはABAチャンピオンシップゲームまでチームは進んだ。こうした活躍を見せたがチームは1試合あたり2500人ほどしか観客を動員できなかったため、バンク・オブ・アメリカからの借金も増えたため、チームは売却されてワシントンD.C.に移転して1969/70年シーズンからワシントン・キャップスと名称を変えた。チームカラーは緑と金で変わらなかったがロゴを赤、白、青に変えた。本拠地をワシントン・コロシアムとした。チームは移転したにもかかわらずリーグのウェスタン・ディビジョンに所属したためロードゲームの際の遠征距離はリーグ一となってしまった。勝率は5割を越えてプレーオフに出場したが1回戦でデンバー・ロケッツに敗れた。
NBAとの統合が水面下ではささやかれるようになっていたが、ボルチモア・ブレッツのオーナーのエイブ・ポリンはチームをワシントンD.C.に移転したいと思っておりキャップスがワシントンにあることを望んでいなかった。他のABAチームのオーナーたちがワシントン・キャップスがワシントンを離れることを欲したため、チームはバージニア州ノーフォークに移り、バージニア・スクワイアーズとなった。主催試合はハンプトン、リッチモンド、ロアノークでも行われることとなった。ただしロアノークで試合が行われたのは1シーズンのみであった。1970年8月24日のスポーツ・イラストレイテッドの表紙にリック・バリーがスクワイアーズのユニフォームを着た写真が掲載されたが9月1日にバリーはニューヨーク・ネッツにドラフト1巡指名権及び20万ドルと引換えにトレードされた。オールド・ドミニオン大学の体育館、リッチモンド・アリーナ、ハンプトン・コロシアム、ロアノーク・シビックセンターでも試合が行われた。1970/71年シーズン、バリーを放出したもののチームは11ゲーム差をつけてイースタン・ディビジョン優勝を果たしプレーオフ1回戦でニューヨーク・ネッツを下したがケンタッキー・カーネルズにイースタンディビジョン決勝で敗れた。シーズンオフにマサチューセッツ大学のジュリアス・アービングをドラフトで獲得、1971/72年シーズンのプレーオフ1回戦でフロリディアンズを下したがニューヨーク・ネッツに敗れた。1972/73年シーズン終盤にはジョージ・ガービンとジュリアス・アービングが共にチームを引っ張る活躍を見せたがプレーオフ1回戦で敗退、経営難のチームはアービングを金銭トレードでニューヨーク・ネッツに放出した。1974年1月30日にガービンもまたトレードでサンアントニオ・スパーズに放出されてからはファンは見向きもしなくなり成績も下降、人気ヘッドコーチだったアル・ビアンチはクビになった。最後の2シーズンは15勝69敗、15勝68敗と散々に終わり、選手のバリー・パークヒルからは給料の未払いで訴えられるほどであった。1976年5月10日にチームは解散した。